# Lake Amadeus
Het Lake Amadeus is een groot zoutmeer in de zuidwestelijke hoek van de Australische deelstaat Noordelijk Territorium. Het meer ligt ongeveer 50 kilometer ten noorden van Uluṟu en op 75 kilometer ten noordwesten van de tafelberg Mount Conner.
Door de droogte van het gebied is het oppervlak van het meer meestal een droge zoutkorst. In tijden van voldoende regenval is het onderdeel van een oostwaartsvloeiend drainagesysteem dat uiteindelijk aangesloten is op de rivier de Finke. Lake Amadeus is 180 kilometer lang en 10 kilometer breed. Het meer heeft een oppervlakte van 1032 km² en is daarmee het grootste zoutmeer in het Noordelijk Territorium. Het bevat tot 600 miljoen ton zout. Maar het oogsten ervan heeft zich niet bewezen levensvatbaar te zijn, als gevolg van de afgelegen locatie.
De eerste Europeaan die het meer ontdekte was de ontdekkingsreiziger Ernest Giles, die oorspronkelijk van plan was het meer ter ere van zijn weldoener baron Ferdinand von Mueller te tooien met het toponiem Lake Ferdinand. Mueller haalde Giles echter over om in plaats daarvan koning Amadeus I van Spanje te eren, die eerder hem de eer geschonken had. De uitgestrektheid van de meren was een barrière voor Giles, die zowel de nog niet ontdekte Uluṟu en Kata Tjuṯa kon zien, maar hen niet kon bereiken omdat de droge bedding van het meer niet het gewicht van de paarden kon dragen. Het daarop volgende jaar beklom William Gosse beide rotsformaties en gaf ze een naam.